# Мускат, Роуэн
Роуэн Мускат (мальт. Zach Muscat; 5 июня 1991 года, Биркиркара, Мальта) — мальтийский футболист, полузащитник сборной Мальты.

## Биография
Воспитанник клуба «Биркиркара». Долгое время Мускат выступал за родную команду, вместе с которой он становился чемпионом страны. Дважды хавбек покидал Мальту и пытался заиграть в европейских чемпионатах. Сезон 2014/15 Мускат провел в венгерской «OTP Банк Лиги» за «Дунауйварош». Однако закрепиться в команде мальтиец не смог, а команда по итогам чемпионата вылетела из элиты. В 2016 году полузащитник на правах аренды выступал в итальянской Серии С за «Павию».
С 2017 года Мускат играет за сильнейший клуб Мальты — «Валлетту».

## Сборная
За сборную Мальты хавбек дебютировал 14 ноября 2012 года в гостевом товарищеском матче против Лихтенштейна, в котором «крестоносцы» победили со счетом 1:0. 14 октября 2018 года Роуэн Мускат забил свой первых гол за сборную в матче Лиги наций УЕФА против Азербайджана (1:1).

## Достижения
- Чемпион Мальты (4): 2009/10, 2012/13, 2017/18, 2018/19.
- Обладатель Кубка Мальты (2): 2015, 2018.
- Обладатель Суперкубка Мальты (2): 2013, 2018.